# Весёлая (приток Большого Петряка)
Весёлая — река в России, протекает по Каргасокскому району Томской области. Устье реки находится в 20 км по правому берегу реки Большой Петряк. Длина реки составляет 11 км.

## Данные водного реестра
По данным государственного водного реестра России относится к Верхнеобскому бассейновому округу, водохозяйственный участок реки — Васюган, речной подбассейн реки — Васюган. Речной бассейн реки — (Верхняя) Обь до впадения Иртыша.